# دو رودخانة (غرمسار كرمان)
دو رودخانة (بالفارسية: دو رودخانه) هي قرية تقع في إيران في قسم غرمسار الریفي.